# フルー・マクミラン
フルー・ドナルド・マクミラン（Frew Donald McMillan, 1942年5月20日 - ）は、南アフリカ共和国・スプリングス出身の男子テニス選手。フルネームは Frew Donald McMillan （フルー・ドナルド・マクミラン）という。1960年代後半から1970年代にかけて、ダブルスの名手として活躍し、とりわけボブ・ヒューイットとのペアで多数のダブルス・タイトルを獲得した。キャリアの後半には、オランダのベティ・ストーブとの混合ダブルスで多くの好成績を出した。彼はフォアハンド・ストローク、バックハンド・ストロークとも両手打ちで、いつも白い帽子をかぶってプレーしたので、誰からも見分けのつく選手だったという。

## 来歴
マクミランは1965年から男子テニス国別対抗戦・デビスカップの南アフリカ代表選手になり、1978年までその位置にあったが、14年間の代表経歴を通じてシングルス戦出場は2試合のみで、ごく早い時期からダブルスのスペシャリストとして活動を始めた。最初期のマクミランは、デビスカップのダブルスでキース・ディープラーム（Keith Diepraam）とペアを組んでいた。1966年、マクミランは全仏選手権の混合ダブルスでアネッテ・バン・ジル（同じ南アフリカの選手）とペアを組み、ここで最初の4大大会タイトルを獲得した。この年にボブ・ヒューイットと出会い、彼とのコンビで多数のタイトルを獲得し始める。ヒューイットはオーストラリア出身の選手であるが、南アフリカの女性との結婚により、1964年にオーストラリアを離れて南アフリカ市民権を取得した。1967年のウィンブルドン選手権で、マクミランはヒューイットとのコンビで初めての4大大会男子ダブルス優勝を果たす。パートナーのヒューイットは、まだオーストラリアにいた頃の1962年・1964年にフレッド・ストールと組んでウィンブルドン男子ダブルスに2勝を挙げていたが、マクミランにとっては初栄冠だった。
それから5年後の1972年、マクミランとヒューイットは全仏オープンとウィンブルドンで4大大会男子ダブルス2連勝を達成した。しかし、2人にはまだ全米オープンが残っていた。ようやく1977年、2人は全米オープン男子ダブルス決勝でブライアン・ゴットフリート（アメリカ）＆ラウル・ラミレス（メキシコ）組を 6-4, 6-0 で破り、初優勝を決めた。1978年のウィンブルドンで、マクミランとヒューイットは若きジョン・マッケンロー＆ピーター・フレミング組を 6-1, 6-4, 6-2 で破り、最後のタイトルを6年ぶりのウィンブルドンで獲得した。
シングルスでのマクミランは、1972年全米オープンのベスト8が自己最高成績であった。この準々決勝で、マクミランはクリフ・リッチー（ナンシー・リッチーの弟）に 6-3, 1-6, 4-6, 2-6 で敗れた。全仏オープンは1967年・1971年の3回戦、ウィンブルドンは1970年・1978年の3回戦が最高成績であり、全豪オープンは1971年が唯一の出場で、1回戦敗退に終わっている。
混合ダブルスでは、キャリアの後半期を迎えた1977年から1981年にかけて好成績が多かった。マクミランはオランダのベティ・ストーブと組み、ヒューイットは同じ南アフリカのグリア・スティーブンスと組んで、混合ダブルスで決勝対決をすることが多かった。マクミランとストーブは、全米オープンの混合ダブルスで1977年から1980年まで4年連続決勝進出を果たし、ウィンブルドンの混合ダブルスでも1977年-1979年・1981年の4度決勝に進み、総計8度の4大大会混合ダブルス決勝戦を戦った。そのうち、全米オープンは1977年と1978年に2連覇を達成し、ウィンブルドンは1978年と1981年に2勝を挙げている。1977年全米オープンと1978年ウィンブルドンでは、マクミランは男子ダブルス・混合ダブルスの2部門制覇を成し遂げた。彼の最後の4大大会優勝となった1981年ウィンブルドンの混合ダブルス決勝では、マクミランとストーブはジョン・オースチン＆トレーシー・オースチン組（アメリカ、この2人は兄妹）に 4-6, 7-6, 6-3 の逆転勝利を収めた。
フルー・マクミランは1965年から1978年まで14年間デビスカップの南アフリカ代表選手を務め、通算「25勝5敗」（シングルス2勝0敗、ダブルス23勝5敗）の記録を残した。彼のダブルス総計勝利数（23勝5敗）と、マクミラン＆ヒューイット組によるダブルス通算「16勝1敗」の記録は、今なおチーム歴代1位記録として残っており、2人は南アフリカの「ベスト・ダブルス・チーム」（Best Doubles Team）として記録されている。しかし、南アフリカは1979年からアパルトヘイトのためデビスカップ出場資格を剥奪され、1992年までデ杯復帰を認められなかった。1992年、マクミランとヒューイットは南アフリカのテニス選手として、2人一緒に史上初の国際テニス殿堂入りを果たした。しかしヒューイットは教え子の女性に対する性的虐待の疑いで2012年に資格停止となった。現在はテニス解説者として活動している。

## 4大大会ダブルス優勝
- 全仏オープン　男子ダブルス：1勝（1972年）／混合ダブルス：1勝（1966年）
- ウィンブルドン選手権　男子ダブルス：3勝（1967年・1972年・1978年）／混合ダブルス：2勝（1978年・1981年）
- 全米オープン　男子ダブルス：1勝（1977年）／混合ダブルス：2勝（1977年＆1978年）